# Pneumonia (album)
Pneumonia je album alt country grupe Whiskeytown, objavljen 2001.
Album je poznat po svojoj problematičnoj povijesti jer je grupa izgubila svoj ugovor usred spajanja PolyGrama i Universala, a već nestabilni sastav se raspao. Album je gotovo dvije godine proveo na polici, našao se u ilegalnoj preprodaji, a obožavatelji su ga smatrali izgubljenim. No, objavio ga je Lost Highway Records kao svojevrsni uvod za album Ryana Adamsa iz 2001., Gold.

## Popis pjesama
1. The Ballad of Carol Lynn - 3:04
2. Don't Wanna Know Why - 3:59
3. Jacksonville Skyline - 3:01
4. Reasons To Lie - 3:30
5. Don't Be Sad - 3:21
6. Sit & Listen To The Rain - 4:05
7. Under Your Breath - 3:28
8. Mirror, Mirror - 3:15
9. Paper Moon - 4:42
10. What The Devil Wanted - 3:38
11. Crazy About You - 2:46
12. My Hometown - 2:46
13. Easy Hearts - 5:08
14. Bar Lights - 3:56
15. To Be Evil - 3:44

## Izvođači

### Glazbenici
- Ryan Adams — gitare, vokali, klavir, harmonika
- Caitlin Cary — gusle, prateći vokali
- Mike Daly — gitare, pedal steel, lap steel, cimbal, mandocello, mandolina, kalvijature, prateći vokali
- Brad Rice — gitare
- Jennifer Condos — bas
- Mike Santoro — bas
- Richard Causon — klavijature
- James Iha - gitare, prateći vokali
- Tommy Stinson — gitara, dobro
- James Jumbo Aumonier — čelesta
- Ethan Johns — bubnjevi, bas, mandolina, mandocello, klavijature, perkusije, gitare

### Produkcija
- Ethan Johns - producent
- Trina Shoemaker - tehničarka
- Ethan Johns - mikser i tehničar
- Snimljeno u Dreamland Studios i House Of Blues Studios
- Miksano u The Sound Factory
- Mastering -  Doug Sax i Robert Hadley u Mastering Labu u Hollywoodu

## Vanjske poveznice
- Službena stranica  Arhivirana inačica izvorne stranice od 23. kolovoza 2016. (Wayback Machine)